# Asynarchus sachalinensis
Asynarchus sachalinensis är en nattsländeart som beskrevs av Martynov 1914. Asynarchus sachalinensis ingår i släktet Asynarchus och familjen husmasknattsländor. Inga underarter finns listade i Catalogue of Life.